# Sadie (The Cleaning Lady)
Sadie (The Cleaning Lady), skriven av Raymond Gilmore, John Madara och David White, är en sång som spelades in av Johnny Farnham och släppte på singel i november 1967, och 1968 spelades den även in av Finders Keepers.
Stikkan Anderson skrev en text på svenska som heter Mamma är lik sin mamma, vilken spelades in av Siw Malmkvist och låg på Svensktoppen i sex veckor under perioden 6 oktober–10 november 1968, och bland annat var etta. Siw Malmkvist spelade 1968 in sången på danska, som Mor er som hendes mor var, som släpptes på singel. 1969 spelade hon också in sången med text på tyska, som Frauen sind doch nur Frauen, på ett album.

## Låtlista
1. "Sadie (The Cleaning Lady) (Ray Gilmore, Johnny Madara, Dave White) - 3:13
2. "In My Room" (Johnny Farnham)[2] - 2:17